# شعر حجم
شعر حجم گونه‌ای از شعر نو فارسی است که از سال‌های ۱۳۴۶ و ۱۳۴۷ رسماً موجودیت خود را اعلام کرد و یدالله رؤیایی و تنی چند از شاعران از جمله پرویز اسلامپور در آن سال‌ها بیانیهٔ شعر حجم را نوشتند که برای نخستین بار در نشریهٔ ادبی بارو (۱۳۴۸) منتشر شد.
شعر حجم شکل سازمان‌یافته و پالایش‌شدهٔ شعر موج نو بود که توسط احمدرضا احمدی در سال ۱۳۴۱ با کتاب طرح و توجه اسماعیل نوری‌علا‌ به شعر او، شکل گرفته  بود، ولی ظاهراً این نکته‌ای نیست که مورد تأیید حجم‌گرایان اولیه بوده باشد؛ اگرچه نگاهی به مطبوعات آن سال‌ها و ردیابی و بررسی اجمالی چگونگی شکل‌گیری شعر حجم این واقعیت را روشن می‌کند.

## چگونگی شکل‌گیری
در سال ۱۳۴۵، وقتی که «زبان طرح احمدی» (موج نو) همه‌گیر شد و قریب به اتفاق نشریات شعر موج نو چاپ کردند و جوانان زیادی به دنبال این گونهٔ شعر کشیده شدند، یدالله رؤیایی - که به‌قول اسماعیل نوری‌علاء از شاعران مشکل‌گوی موج نو بود و بعداً بانی و مدافع و مفسر و سخنگوی شعر حجم شد - در مصاحبه‌ای با اسماعیل نوری‌علاء، بیژن کلکی و بهرام اردبیلی در مجلهٔ خوشه به نکاتی اشاره کرد که می‌تواند مبدأ خوبی برای ردیابی شعر حجم و چگونگی شکل‌گیری آن باشد.
رؤیایی ضمن تأیید حرکت شعر موج نو، معتقد است در میان این نسل چهره‌های درخشانی وجود دارد که از لحاظ شعر و مکانیزم تصویرسازی بی‌رقیب‌اند. او درخشان‌ترین آن‌ها را بیژن الهی و احمدرضا احمدی و بهرام اردبیلی می‌داند.
با این حال، انتقاداتی نیز به شعر موج نو وارد می‌داند؛ او معتقد است این طرز ارائه که کمی ابهامش بیشتر از شعر گذشته‌است و باید ترکیب‌ها و تناسب‌های درونیش را کشف کرد باعث می‌شود که بگویند تکنیک ندارد، فکر ندارد. رؤیایی معتقد است باید برای این سبک تکنیکی ایجاد کرد تا این حرکت نو به بی‌راهه نزند و اندیشه و احساس شاعر هرز نرود. وی معتقد است انتقادهایی که به این نوع شعر می‌شود واقعیتی‌ست که نمی‌شود به طنز و طعنه گرفت و باید به شاعران پیشنهادها و توصیه‌هایی کرد که مثلاً مصراعها هرچند بلند و کوتاه باشد، نوعی آهنگ و وزن داشته باشد - چه عروضی و چه غیرعروضی. او معتقد است شاعرانی که به سراغ این نوع شعر می‌آیند لازم است بدانند که کار را مبنی بر تکنیک باید انجام داد؛ باید «فرم ساختن» یاد بگیرند چرا که همهٔ شعرهای احمدی بی‌فرم نیست.
بعدها در سال ۱۳۴۷ وقتی که یدالله رؤیایی در مصاحبه‌ای با مسعود بهنود در مجلهٔ فردوسی در برابر انتقاد بهنود از شعر موج نو که به اعتقاد وی اغلب با بی‌فرهنگی، پراکندگی و شاید بسیاری عیب‌های دیگر همراه است می‌گوید:
در این‌جا اشتباهی رخ داده‌است که عادت شده. بسیاری از جوان‌های این موج پراکندگی و شیفته‌نشدن را چنان بروز می‌دهند که اصلاً معلوم نیست کدام‌یک از شعرای معاصر را قبول دارند و به کدام متمایل بوده‌اند. در هیچ‌یک از دوره‌های شعری این‌قدر آشفتگی وجود نداشته‌است. در بین این نسل چهره‌های درخشانی هستند. مثلاً احمدی، الهی و اردبیلی و… و اگر دقیق شویم و بخواهیم از تلاش‌های تازه‌تر حرف بزنیم، به گروه شعر دیگر و در آن میان با پرویز اسلام‌پور هم می‌رسیم که در «وصلت در منحنی سوم» درخشان است و در «نمک و حرکت ورید» قوام‌یافته‌تر.
رؤیایی راه‌حل گریز از آشفتگی و پراکندگی شعر موج نو را قاعده‌مندی از لحاظ فرام می‌داند. او پیشنهاد تهیهٔ یک مانیفست را عنوان می‌کند، زیرا معتقد است شاعران موج نو اگر اندیشه‌شده به دنبال شعر بروند به جایی می‌رسند. او معتقد است در این مانیفست می‌توان مواردی را پیش‌بینی کرد در قلمروهای مختلف شعری؛ مثلاً ساختمان، ریتم، علت‌ها و جهت‌ها، ریتم داخلی یک قطعه و همین‌طور از قواعد ترکیب تا به‌طور اندیشیده‌شده و با نظم و ترتیب و توافق قبلی بتوان قطعه‌ای را که خالی از این عوامل بود از این حرکت خارج دانست.
به این ترتیب، چند تن از فعال‌ترین شعرای موج نو و چند نقاش و سینماگر و فیلم‌نامه‌نویس (طبق پیشنهاد یدالله رؤیایی) دور هم جمع می‌شوند و پس از مدت‌ها گفت‌وگو، در زمستان ۱۳۴۸ بیانیه‌ای صادر می‌کنند که «بیانیهٔ شعر حجم» نام می‌گیرد. اما وقتی دو سال بعد (در شهریور ۱۳۵۰) شهین حنانه از یدالله رؤیایی در مورد دیدگاهش نسبت به شاعران موج نو می‌پرسد، پاسخ می‌دهد: «در حال حاضر موج نو در شعر نمی‌بینم جز آن‌که اگر حرکتی نو مطرح باشد حرکت شاعران حجم‌گراست و آنچه در سال‌های پیش به نام موج نو نام گرفت پدیده‌ای خام بود که ناپخته ماند و ناپخته رفت.»

## بیانیهٔ شعر حجم
به دنبال سه ماه بحث و گفت‌وگو، سرانجام در آخرین و طولانی‌ترین جلسهٔ خود در منزل پرویز اسلام‌پور، بیانیهٔ شعر حجم تأیید و امضا شد. در آن ایام این نام‌ها شرکت داشته‌اند:
پرویز اسلام‌پور (شاعر)، محمود شجاعی (شاعر و نمایشنامه‌نویس)، بهرام اردبیلی (شاعر)، فیروز ناجی (شاعر و سینماگر)، فریدون رهنما (شاعر و سینماگر)، نصیب نصیبی (سینماگر)، پرویز زاهدی (نویسنده)، محمدرضا اصلانی (شاعر و سینماگر)، علی‌مراد فدایی‌نیا (داستان‌نویس)، یدالله رؤیایی (شاعر) و…
از میان شاعرانی که قرار بود بیانیه را امضا کنند و نکردند، محمدرضا اصلانی بدون تأیید امضا نکرد و فریدون رهنما با تأیید بیانیه مخالف اصل امضاکردن بود. بیژن الهی و هوشنگ چالنگی در آن زمان در سفر بودند، و بعد که انتشار آن به اصرار الهی به تعویق افتاد، پی‌گیری اخذ امضا متوقف ماند. سیروس آتابای (شاعر)، نورالدین شفیعی (نمایشنامه‌نویس)، کامران دیبا (معمار و نقاش)، احمدرضا چگنی (شاعر)، رضا زاهد (شاعر) از پارتیزانهای این جنبش‌اند. در متنی که در دست ماست این امضاها تشخیص داده می‌شود: یدالله رؤیایی، پرویز اسلام‌پور، محمود شجاعی، بهرام اردبیلی، هوشنگ آزادی‌ور.

## مطرح‌ترین شاعران شعر حجم
از شاعران شعر حجم می‌توان به افراد زیر اشاره کرد: یدالله رؤیایی، محمدحسین مدل، سهراب مازندرانی، هوشنگ چالنگی، شاپور بنیاد، آرش جودکی بیژن الهی، محمود شجاعی، بهرام اردبیلی، پرویز اسلامپور، احمدرضا چگنی، محمدرضا اصلانی، هوشنگ صهبا، علی قلیچ‌خانی، حمید عرفان،احمد طاهری- الف. فرجام، رضا زاهد، عزت قاسمی، هوشنگ آزادی‌ور، علی مؤمنی، قاسم مؤمنی، احمد سینا، محمود مؤمنی، حسین شرنگ، خشایار فهیمی، منصور خورشیدی، راحا محمدسینا، افشین دشتی.

## پی‌نوشت
1. ↑  ، «شعر حجم شعر حرف‌های قشنگ نیست».
2. ↑  جواهری گیلانی، تاریخ تحلیلی شعر نو، ۳:‎ ۷۳۴.
3. ↑  جواهری گیلانی، تاریخ تحلیلی شعر نو، ۳:‎ ۷۳۴.
4. ↑  جواهری گیلانی، تاریخ تحلیلی شعر نو، ۳:‎ ۷۳۵.
5. ↑  جواهری گیلانی، تاریخ تحلیلی شعر نو، ۳:‎ ۷۳۷.
6. ↑  جواهری گیلانی، تاریخ تحلیلی شعر نو، ۳:‎ ۷۳۵.
7. ↑  جواهری گیلانی، تاریخ تحلیلی شعر نو، ۳:‎ ۷۳۵.
8. ↑  جواهری گیلانی، تاریخ تحلیلی شعر نو، ۳:‎ ۷۳۵.
9. ↑  جواهری گیلانی، تاریخ تحلیلی شعر نو، ۳:‎ ۷۳۶.
10. ↑  جواهری گیلانی، تاریخ تحلیلی شعر نو، ۳:‎ ۷۳۶.
11. ↑  جواهری گیلانی، تاریخ تحلیلی شعر نو، ۳:‎ ۷۳۷.
12. ↑  جواهری گیلانی، تاریخ تحلیلی شعر نو، ۳:‎ ۷۳۷.
13. ↑  جواهری گیلانی، تاریخ تحلیلی شعر نو، ۳:‎ ۷۳۸.
14. ↑  جواهری گیلانی، تاریخ تحلیلی شعر نو، ۳:‎ ۷۳۸.
15. ↑  جواهری گیلانی، تاریخ تحلیلی شعر نو، ۳:‎ ۷۳۹.
16. ↑  جواهری گیلانی، تاریخ تحلیلی شعر نو، ۳:‎ ۷۳۹.
17. ↑  جواهری گیلانی، تاریخ تحلیلی شعر نو، ۳:‎ ۷۴۰.
18. ↑  سلیمانی، «معماری بلور واژه‌ها»، فصلنامهٔ ایران‌شناسی، ۹۵.
19. ↑  سلیمانی، «معماری بلور واژه‌ها»، فصلنامهٔ ایران‌شناسی، ۹۶.
20. ↑  سلیمانی، «معماری بلور واژه‌ها»، فصلنامهٔ ایران‌شناسی، ۹۷.